# 安德里伊夫卡 (別爾哥羅德-德涅斯特羅夫斯基區)

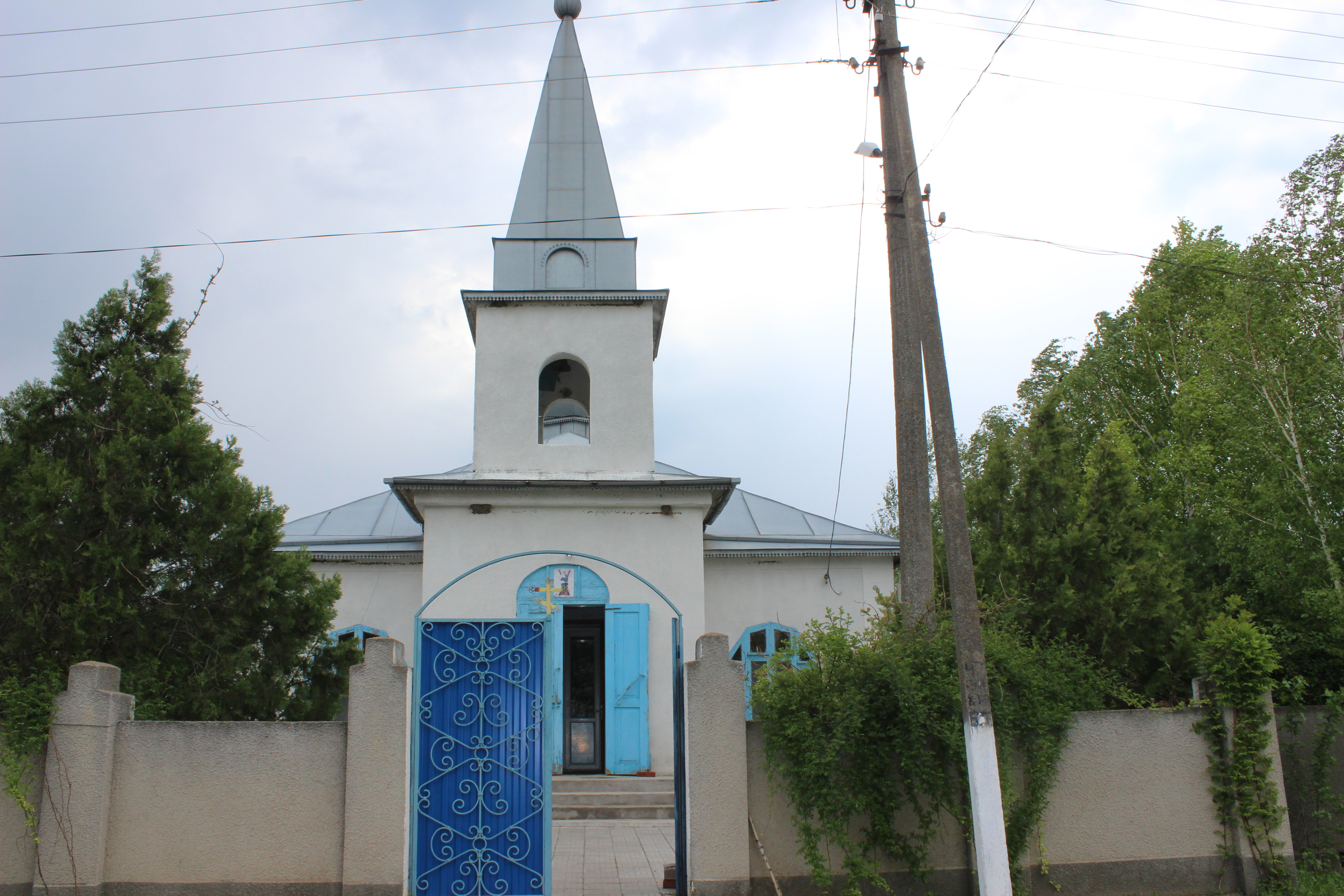

46°13′12″N 30°4′57″E / 46.22000°N 30.08250°E
安德里伊夫卡（烏克蘭語：Андріївка）是位於烏克蘭西南部的村莊，由敖德薩州裡比爾霍羅德-德涅斯特羅夫斯基區的莫洛哈市鎮負責管轄。該村始建於1892年，面積1.71平方公里，2001年人口1,203，人口密度每平方公里703.51人。